# 羅振方
羅 振方（ら しんほう）は清末民初の政治家。字は通甫。羅振玉の一族と見られる。

## 事績
清の挙人。直隷省の知州を務めた後、1905年（光緒31年）、東三省留日学生監督に任じられる。中華民国成立後の1912年（民国元年）に、奉天省塩務司総務科科長、北京政府財政部検事を歴任した。翌年5月、直隷省熱河国税籌備処分処長に任じられ、同年9月、農林部次長となり、一時的ながら農林総長も代理した。11月、東三省塩運使に遷る。1915年（民国4年）3月、北京塩務署督弁に任命された。
以後、羅振方の行方は不明である。